# Мікошкі
Мікошкі (пол. Mikoszki, нім. Glimmen) — село в Польщі, у гміні Косцян Косцянського повіту Великопольського воєводства.
Населення — 214 осіб (2011).
У 1975-1998 роках село належало до Лешненського воєводства.

## Демографія
Демографічна структура станом на 31 березня 2011 року:
|          | Загалом | Допрацездатний вік | Працездатний вік | Постпрацездатний вік |
| -------- | ------- | ------------------ | ---------------- | -------------------- |
| Чоловіки | 113     | 25                 | 80               | 8                    |
| Жінки    | 101     | 31                 | 53               | 17                   |
| Разом    | 214     | 56                 | 133              | 25                   |